# ロシアの医療

G20各国の医師数（人口1,000人あたり）

ロシアの医療（ロシアのいりょう、Healthcare in Russia）はロシア連邦憲法により規定され、全ロシア国籍者は1996年より法定健康保険（en:Compulsory Health Insurance (Russia)）に基づいて無料で医療を受ける権利を有する。しかしながらソビエト連邦の崩壊によって社会・経済・生活様式が変化し、ロシア人の保健状態は悪化してきた 。
2008年のデータでは、ロシアでは62.1万人の医師と130万人の看護師が就業しており、人口1万人あたり医師数は43.8人であるが、農村部では12.1人に低下する。医師における総合診療医の割合は1.26%であった。

## 保健状態

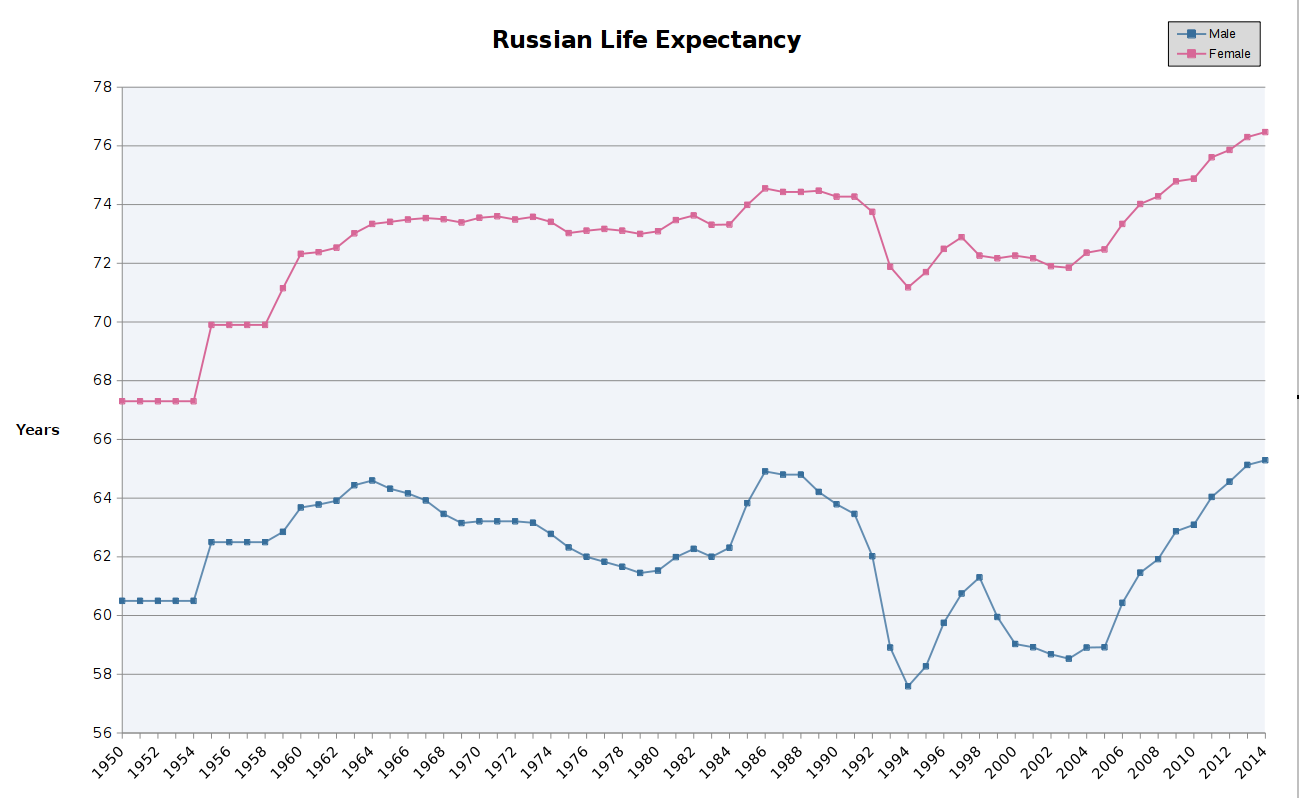
ロシアの男女における平均寿命（1950年～）。男女差が大きい。

2009年のロシアの平均余命は、男性が62.77歳、女性が74.67歳であった。ロシアの平均寿命は68.67歳であり、EUや米国の平均よりも10歳ほど下回っている。
女性に比べ、男性の平均余命が低い理由は、労働年齢における高い死亡率が最も関連するとされ、それらは予防可能な要因（アルコール中毒・ストレス・喫煙・交通事故・暴力犯罪）だとされる。ロシア人男性の死亡率は1991年に比べて60%上昇しており、これはヨーロッパ平均の4倍にも及ぶ。
そのため平均余命の男女差が開いており、今日における人口の男女比は、女性1人あたりの男性は0.859人であった。

G20各国の人口10万人あたり標準化自殺率